# Retornats (pel·lícula)
Retornats (en anglès The Returned) és una pel·lícula de thriller hispanocanadenca de 2013 dirigida per Manuel Carballo, escrita per Hatem Khraiche i protagonitzada per Emily Hampshire, Kris Holden-Ried, Shawn Doyle i Claudia Bassols Alonso. Quan un medicament rar i difícil d'obtenir que requereix dosis diàries per evitar els efectes d'una infecció zombi s'esgota, una metgessa (Hampshire) i el seu marit infectat (Holden-Ried) fugen per evitar manifestants enfadats. Ha estat doblada al català.

## Argument
A la dècada de 1980, una plaga de zombis es va estendre per tot el món i va causar la mort d'uns 100 milions de persones. Una quantitat d'investigacions sense precedents es dedica a trobar una cura, però el medicament resultant requereix dosis diàries per ser eficaç. Si els infectats perden fins i tot una sola dosi, degeneren de manera ràpida i irrevocable a un estat zombi salvatge. Com que la fórmula només es pot extreure de zombis salvatges morts, hi ha rumors constants que els subministraments s'esgotaran. Els humans infectats, anomenats "els retornats", estan subjectes a la discriminació i la violència per part d'humans no infectats fanàtics i temibles.
Kate, una metgessa que s'ocupa dels retornats i que recapta fons per donar suport a la investigació per desenvolupar una medicina sintètica, ha estat abastint dosis del tractament al mercat negre, amb por que s'acabi aviat. El seu marit Alex, professor de música, es va infectar quan va intentar ajudar un home que pensava que tenia una convulsió. L'Àlex surt retornat al seu millor amic Jacob, que l'accepta fàcilment. Quan els manifestants es tornen violents i el govern comença a establir camps de quarantena, Jacob i la seva dona Amber conviden l'Alex i la Kate a quedar-se amb ells fora de la ciutat. L'Alex evita per poc un intent d'assassinat i escorcolls policials.
Quan la font de Kate apareix morta i les proves apunten cap a l'Amber, Kate li indica a l'Alex que comprove el seu subministrament del tractament. L'Àlex troba una dosi única i una nota de Jacob que demana disculpes per prendre la resta, ja que l'Amber s'ha infectat. Amb només un dia per viure com a humà, l'Àlex es desespera per trobar una nova font. Kate torna a la ciutat i revela el seu dilema al cap de l'hospital, que li dóna tot el dipòsit de l'hospital. No obstant això, el pare d'un nen infectat intenta robar el contenidor i, en la lluita posterior, tot el contingut es destrueix.
Desconcertada, la Kate torna amb les mans buides i consola l'Alex, que s'ha encadenat a la paret. L'Alex experimenta lentament els símptomes del canvi i demana que Kate li dispari al cap. Kate, que va tenir una experiència traumàtica en el seu passat, quan la seva mare es va infectar, es resisteix a obligar-lo, però ella el mata fora de la pantalla quan es gira. Quan Kate torna a la ciutat per resoldre els seus assumptes, el cap de l'hospital li diu emocionat que els investigadors han creat un tractament sintetitzat. Kate cau de genolls amb tristesae.
A l'escena final, uns mesos després, una Kate embarassada es prepara per assassinar Jacob i Amber en una gira de llibres.

## Repartiment
- Emily Hampshire com a Kate
- Kris Holden-Ried com a Alex
- Shawn Doyle com a Jacob
- Claudia Bassols com a Amber
- Barry Flatman com a cap de l'hospital

## Producció
The Returned va començar el rodatge el 24 de setembre de 2012. El rodatge va tenir lloc a Toronto i Sudbury, Ontario, Canadà, i la postproducció va tenir lloc a Espanya.

## Estrena
The Returned fou estrenada al XLVI Festival Internacional de Cinema Fantàstic de Catalunya. Distribuïda per Filmax, es va estrenar a les sales el 15 de novembre de 2013. LevelFILM la va estrenar als cinemes nord-americans i en vídeo sota demanda el 14 de febrer de 2014. Va recaptar 335.948 $ a Espanya i 56.341 $ a Turquia.

## Recepció
L'agregador de ressenyes Rotten Tomatoes informa que el 58% dels 19 crítics enquestats van donar a la pel·lícula una crítica positiva; la valoració mitjana és de 5,8/10. Metacritic la va puntuar un 47/100 basant-se en nou ressenyes. Jonathan Holland de The Hollywood Reporter la va anomenar "un final intel·ligent, políticament correcte del mite dels zombis, centrant-se amb resultats contradictoris en l'ésser humà més que en l'horror." Robert Abele de Los Angeles Times la va anomenar "una sacsejada admirable" que degenera en girs argumentals previsibles que no tenen suspens. Adam Nayman de The Globe and Mail la va puntuar amb 2,5/4 estrelles i va escriure: "Retornados no aporta gaire novetat a la festa, excepte potser moderació." Bruce Demara de The Toronto Star va escriure que l'execució de la pel·lícula no està a l'altura del seu potencial.
Rob Staeger de LA Weekly va escriure: "La pel·lícula pateix una sèrie de finals insatisfactoris, però, tanmateix, és refrescant veure una pel·lícula de zombis amb el cervell darrere de la càmera en lloc del menú." Ed Gonzalez de Slant Magazine la va puntuar amb 1,5/4 estrelles i va escriure: "The Returned  demostra que la narrativa dels zombis encara és capaç de subversió, però ho fa amb les insinuacions més mandroses i de rellevància social de tota la vida." Brad McHargue de Dread Central la va puntuar amb 2,5/5 estrelles i va escriure: "Si bé The Returned és admirable en els seus intents d'injectar comentaris socials i un gir únic a un subgènere obsolet, és tan pesat en els intents de fer arribar el punt que ofega el pathos que la pel·lícula vol tan desesperadament tenir." Patrick Cooper de Bloody Disgusting la va puntuar amb 3,5/5 estrelles i la va anomenar "una pel·lícula interessant plena d'idees i maneres subtils d'abordar-les." Peter Martin de Twitch Film va escriure això els temes són familiars, però l'"estat d'ànim ombrívol i reflexiu" ho compensa. Scott Weinberg de Fearnet la va anomenar "una història de terror intel·ligent, intensa i sovint tràgica".